# Fröjd, fröjd, fröjd
Fröjd, fröjd, fröjd är en sång med text av John Appelberg från 1900 efter "engelsk förebild". Musiken är skriven av William Bradbury.

## Publicerad i
- Musik till Frälsningsarméns sångbok 1907 som nr 231.
- Frälsningsarméns sångbok 1929 som nr 249 under rubriken "Jubel, erfarenhet och vittnesbörd".
- Frälsningsarméns sångbok 1968 som nr 279 under rubriken "Det Kristna Livet - Jubel och tacksägelse".
- Frälsningsarméns sångbok 1990 som nr 482 under rubriken "Lovsång, tillbedjan och tacksägelse".